# Чаган (Оренбургская область)
Чаган — упразднённый посёлок в Акбулакском районе Оренбургской области. На момент упразднения входил в состав сельского поселения Шаповаловский сельсовет. Исключен из учётных данных в 2005 году.

## География
Располагался на левом берегу ручья Сазды (приток Малой Хобды), на расстоянии примерно 8,5 километра к северо-западу от поселка Вершиновка.

## История
Аул Энбак-Эркен упоминается с 1939 года в составе Карсакбасского сельсовета Акбулакского района. В ауле действовал одноимённый колхоз. С 1950-х годов фигурирует под названием Чаган. С 1961 года отделение вновь созданного совхоза «Заря».
Постановление Законодательного Собрания Оренбургской области от 21 июня 2005 года посёлок исключен из учётных данных.

## Население
По переписи 2002 года в посёлке проживало 5 человек, казахи — 100 %.